# Uprava japanskog carskog dvora
Uprava japanskog carskog dvora (宮内庁, Kunai-chō)  je agencija japanske vlade koja se bavi stvarima u svezi s japanskom carskom kućom i čuvanjem pečata japanskog cara i države Japana. 
Nadređena agencija je Kabinetski ured  (内閣府 Naikaku-fu), podagencija Kabineta Japana (内閣 Naikaku), izvršne grane japanske vlade.
Upravi je prethodila ustanova ministarstvo carskog dvora  (宮内省 Kunai-shō?) koja je bila odjel japanske vlade u carskom dvoru u Kyotou.  Postojala je od razdoblja Asuke, od 8. stoljeća, od 701., formalizirana u razdoblju Heianu, reorganizirana u razdoblju Meijiju i postojala sve do poslije Drugog svjetskog rata. Godine 1947. prestala je djelovati, a zamijenio ga je Ured carskog dvora koji je postojao do 1949. godine. Uprava japanskog carskog dvora stvorena je 1. lipnja 1949. godine. 
Uprava japanskog carskog dvora jedinstvena je među konvencionalnim vladinim agencijama i ministarstvima, jer ne odgovara izravno japanskom premijeru na razini kabineta, niti ju pogađa zakonodavstvo koje ju je uspostavilo kao neovisnu vladinu ustanovu  (独立行政法人, Dokuritsu gyōsei hōjin).

## Poveznice
- Carska palača u Tokiju

## Vanjske poveznice
- (jap.) Službene stranice